# Jules Pierre Rambur
Jules Pierre Rambur (Ingrandes-de-Touraine, 21 luglio 1801 – Ginevra, 10 agosto 1870) è stato un medico ed entomologo francese.

## Biografia
Studiò medicina a Tours e a Montpellier laureandosi poi a Parigi nel settembre del 1827. 

Insieme a Adolphe de Graslin (1802-1882), suo amico d'infanzia, e a Jean Baptiste de Boisduval (1799-1879), realizzò la "Collezione iconografica e storica dei bruchi europei".

Partecipò alla seduta inaugurale dalla  Società entomologica francese il 29 febbraio 1832.

Nel 1834-1835 visitò l'Andalusia con de Graslin. Il viaggio, però, non fu dei più felici: Rambur fu depredato più volte dai briganti di strada e fu anche gettato in prigione dagli Inglesi, che lo avevano accusato di spionaggio per aver scalato la Rocca di Gibilterra. In realtà Rambur era salito per osservare le colonie di scimmie. E altre disavventure.

Si sposò nel 1841 e si stabilì in Touraine, vicino a de Graslin. La morte lo colse durante un soggiorno a Ginevra. Aveva 69 anni.

## Opere principali
- Catalogo dei Lepidotteri dell'Isola di Corsica (1832), frutto di un viaggio di un anno.
- Fauna entomologica dell'Andalusia. Due volumi, (1837 - 1840).
- Storia naturale dei Neurotteri (1842).  Questo lavoro faceva parte delle Suites à Buffon, ed è considerato la sua opera più significativa.
- Catalogo sistematico dei Lepidotteri dell'Andalusia (1858-1866).

| Rambur è l'abbreviazione standard utilizzata per le specie animali descritte da Jules Pierre Rambur. Categoria:Taxa classificati da Jules Pierre Rambur |